# Larentia philpotti
Larentia philpotti är en fjärilsart som beskrevs av Louis Beethoven Prout 1927. Larentia philpotti ingår i släktet Larentia och familjen mätare. Inga underarter finns listade i Catalogue of Life.